# Nitrieren
Das Nitrieren (chemisch korrekt eigentlich Nitridieren) wird fachsprachlich auch als Aufsticken (Zufuhr von Stickstoff analog der Zufuhr von Kohlenstoff bei der Aufkohlung) bezeichnet und stellt ein Verfahren zum Härten von Stahl dar. Es gehört in der Gliederung der Fertigungsverfahren zur Gruppe „Stoffeigenschaften ändern“. 

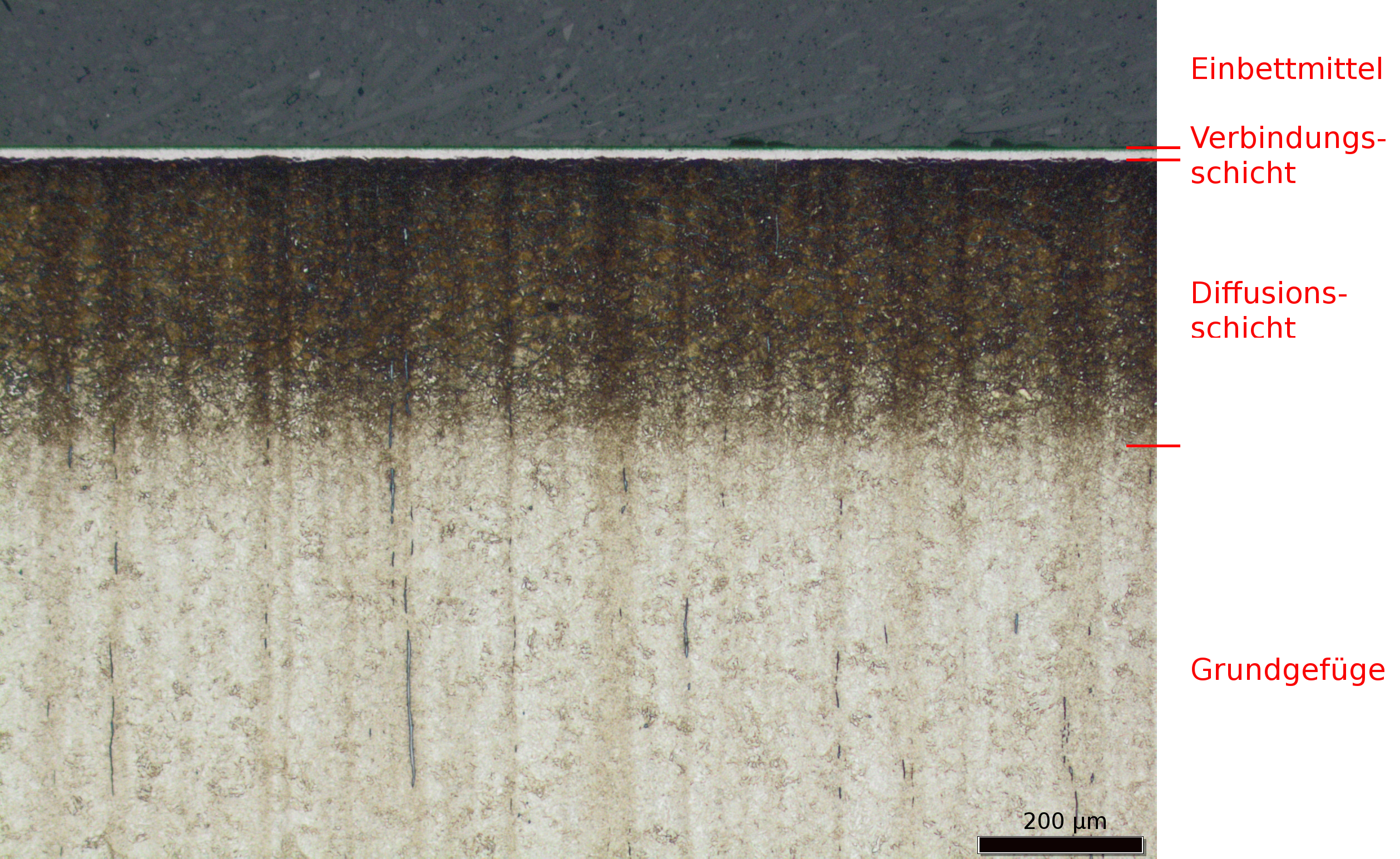
Aufbau nitrierter Schichten

## Geschichte
Historische Funde beweisen, dass bereits vor Christus (wenn auch nur auf natürlichem Wege) nitriert bzw. nitrocarburiert wurde. In China wurden carbonitrierte Werkstücke aus der Zeit um 100 vor Christus gefunden. Eisensäulen/-stäbe mit Stickstoffgradienten (natürliche Nitrierung) an der Oberfläche gibt es in Indien seit 415 nach Christus.
Zu Beginn des 20. Jahrhunderts forschte Adolph Machlet in den USA an der Methode zur Stahlhärtung durch Aufkohlen und bemerkte die Löslichkeit von Stickstoff in Stahl. Stickstoff bot gegenüber Kohlenstoff erhebliche Vorteile wie eine geringere Prozesstemperatur und der Wegfall des Abschreckens. Machlet meldete den Prozess zur Gasnitrierung mittels Ammoniak im Jahre 1908 erstmalig zum Patent an. Es folgte Adolf Fry in Deutschland mit Untersuchungen über den Einfluss und die Rolle des Stickstoffs auf Legierungselemente, der dazu erstmalig im Jahre 1921 ein Patent anmeldete.
Die Salzbadnitrierung erlangte in den 1920er Jahren immer mehr Anerkennung, nachdem Hermann Schlosser aus den USA erste Erfahrungen mit cyanidhaltigen Salzschmelzen für verschleißfeste Oberflächen nach Europa bringt.
Im Jahre 1932 forschten Arthur Wehnelt und Bernhard Berghaus an einem Verfahren zur Nitrierung bei Unterdruck mittels einer Glimmentladung. Berghaus meldete dieses Verfahren 1932 zum Patent an und errichtete erste Plasmanitrieranlagen. Im Jahr 1944/1945 fanden bereits militärische Anwendungen Gefallen daran etwa bei der Nitrierung von Geschützrohren. Das Verfahren wurde in den 1970er Jahren von der Klöckner Ionon GmbH in Europa zur Serienreife gebracht.

## Verfahren
Nitrieren ist ein Verfahren zur Oberflächenhärtung. Dazu wird Stickstoff verwendet. Es entsteht eine Oberflächenschicht, die bis etwa 500 °C beständig ist.
Das Fertigungsverfahren wird in der Regel bei Temperaturen von 500 bis 520 °C bei Behandlungszeiten von 1 bis 100 Stunden durchgeführt, wobei der Kern des Werkstoffes ferritisch bleibt und ebenso die Bildung von oberflächennahem Austenit durch Eindiffusion von Stickstoff vermieden wird. Unterschieden werden Gasnitrieren (in einer Ammoniak-Atmosphäre bei leichtem Überdruck), Badnitrieren (in Salzbädern) und Plasmanitrieren. Beim Badnitrieren ist durch das teilweise Eintauchen der Werkstücke ein partielles Nitrieren möglich, beim Plasmanitrieren kann man zum Beispiel durch die Klemmvorrichtung mechanisch abdecken.
An der Werkstückoberfläche bildet sich durch Eindiffusion von Stickstoff in die Bauteiloberfläche eine sehr harte oberflächliche Verbindungsschicht (ε- und γ'-Eisennitride), die je nach Behandlungszeit und -temperatur einige zehntel Millimeter stark werden kann und mehr oder weniger stark ausgeprägte Porensäume an der Oberfläche aufweist, die man wiederum als Träger von zum Beispiel Gleitmitteln verwenden kann. Verbindungsschichtfreies Nitrieren zum Beispiel für eine spätere chemische oder galvanische Beschichtung ist möglich. Unter der Verbindungsschicht befindet sich die Diffusionszone, in der der Stickstoff bis zu einer bestimmten Tiefe in der ferritischen Metallmatrix eingelagert ist. Dieser in fester Lösung eingelagerte Stickstoff führt zu einer Erhöhung der Dauerschwingfestigkeit. Die sogenannte Nitriding Hardness Depth (NHD), (alte Bezeichnung „Nitrierhärtetiefe“ (Nht)) wird über die Grenzhärte definiert. Die Grenzhärte liegt 50 HV über der Kernhärte des Werkstückes. Besonders hohe Härte in der Diffusionszone kann bei so genannten Nitrierstählen erreicht werden.
Um den Korrosionsschutz dieser Schichten zu erhöhen, ist es möglich, die Verbindungsschicht zu oxidieren. Das geschieht üblicherweise durch eine Dampfbeaufschlagung, die die Eisenanteile korrodieren lässt und so eine Oxidschutzschicht bildet (Dampfanlassen).
Vorteile des Nitrierens gegenüber Verfahren der Umwandlungshärtung sind die höhere Wärmebeständigkeit bis 600 °C und die Nichtverformung des Bauteils durch den Härtevorgang, so dass vor dem Härten fertigbearbeitet werden kann. Nachteile sind die langen Glühzeiten und die Giftigkeit einiger der benötigten Chemikalien.